# Ottmar Schneck

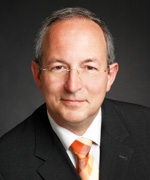
Ottmar Schneck

Ottmar Schneck (* 29. Juni 1960 in Altheim) ist ein deutscher Ökonom. Er war von 2016 bis 2024 Rektor an der SRH Fernhochschule.

## Leben
Nach seiner Schulzeit absolvierte er eine Banklehre bei der Kreissparkasse Biberach. Ab 1982 studierte er Wirtschaftswissenschaften an der Julius-Maximilians-Universität Würzburg, 1983 wechselte er an die Eberhard Karls Universität Tübingen. Von 1988 bis 1991 war er Wissenschaftlicher Mitarbeiter am Lehrstuhl von Franz Xaver Bea in Tübingen tätig, wo er auch mit der Arbeit Finanzmanagement öffentlich-rechtlicher Rundfunkanstalten promoviert wurde.
1991 wurde er als jüngster Professor Baden-Württembergs an die Duale Hochschule Baden-Württemberg Stuttgart (ehemals Berufsakademie Stuttgart) berufen und lehrte die Fächer Unternehmensführung, Investition und Finanzierung sowie Rechnungslegung. Parallel war er im Nebenamt als Wissenschaftlicher Leiter von „Studium und Beruf“ am Deutschen Institut für Fernstudienforschung (DIFF) der Universität Tübingen in der Weiterbildung von Geistes- und Sozialwissenschafter tätig. 1995 wurde er an die Fachhochschule Albstadt-Sigmaringen berufen und war parallel von 1996 bis 1999 Vorsitzender des wissenschaftlichen Beirates der zu gründenden Kolping-Fachhochschule Riedlingen. 1997 gründete er mit Partnern die Fa. BTI GmbH Stuttgart, die Planspiele bis heute entwickelt und vertreibt. 1998 wurde er an die ESB Business School der Hochschule Reutlingen berufen und war von 2007 bis 2016 deren Dekan.
Zum 1. Juli 2016 wurde Ottmar Schneck als Nachfolger von Julia Sander zum Rektor der SRH Fernhochschule Riedlingen berufen und war bis Mitte 2024 Rektor als auch Geschäftsführer der SRH Fernhochschule GmbH.

## Wirken
Schneck befasst sich seit 2002 intensiv mit dem Thema Rating und Risikomanagement und ist seit der Zeit Vorstandsmitglied des
Bundesverbandes deutscher Ratinganalysten und Ratingadvisor BdRA, entwickelt mit dem Rating & Finance Institute Ausbildungscurricula, Berufsordnungen und bildete Ratingberater und -analysten aus. 2003 gründete er die Prof. Dr. Schneck Rating GmbH, die Ratingsoftware, Ratinggutachten, Ratingstudien anbietet und heute zur Scope Gruppe gehört.
von 2004 bis 2018 war er Mitglied des Hochschulrates der GGS German Graduate School Heilbronn (ehemals HBS Heilbronn Business School) der Dieter-Schwarz-Stiftung Heilbronn.
2010 wurde er in die Akkreditierungskommission der FIBAA (Foundation for International Business Administration Accreditation), internationale Agentur für Akkreditierung von Studiengängen und dessen Strategiearbeitsgruppe (Internationalisierung der FIBAA) berufen.
2022 wurde er zum Vorstandsvorsitzenden des Verbandes der Privaten Hochschulen e. V. gewählt.

## Ehrungen und Auszeichnungen
- Landeslehrpreis Baden-Württemberg für herausragende Lehre (2007)
- Preis PLUS RATIO QUA VIS der Jagiellonen-Universität Krakau für seinen Einsatz um die deutsch-polnische Freundschaft (2015)
- Aufnahme in die Europäische Akademie der Wissenschaften und Künste (2015)[5]

## Ehrenamtliche Tätigkeiten
Seit seiner Jugend ist Schneck u. a. in der BDKJ-Jugendleitung als Jugendchorleiter und seit Jahren in zahlreichen Fördervereinen von kirchlicher Jugendmusik aktiv. Seine jüngsten Aktivitäten sind bei der Dr. Eder und Molle Stiftung, die missbrauchte Mädchen in Kamerun auffängt und ausbildet; er ist Vorsitzender des Stiftungsrates. Ebenfalls Stiftungsrat ist er bei der Stiftung für Gottesbeziehung in Familien an der Universität Tübingen.

## Schriften
- Lexikon der BWL. 9. Auflage. 2015, ISBN 978-3-406-67346-7.
- Eine Welt ohne Geld. 2016, ISBN 978-3-86764-601-7.
- Risikomanagement: Grundlagen, Instrumente, Fallbeispiele. Wiley Klartext, 2010, ISBN 978-3-527-50543-2.
- Certified Rating Analyst. 2009, ISBN 978-3-486-58287-1.
- Rating: Wie Sie Ihre Bank überzeugen. 2009, ISBN 978-3-406-51277-3.
- Handbuch Alternative Finanzierungsformen. 2006, ISBN 3-527-50219-X.